# Royaume de Sosso
Ne doit pas être confondu avec Soussou (langue).
XIIe siècle – XIIIe siècle
Entités précédentes :
- Empire du Ghana

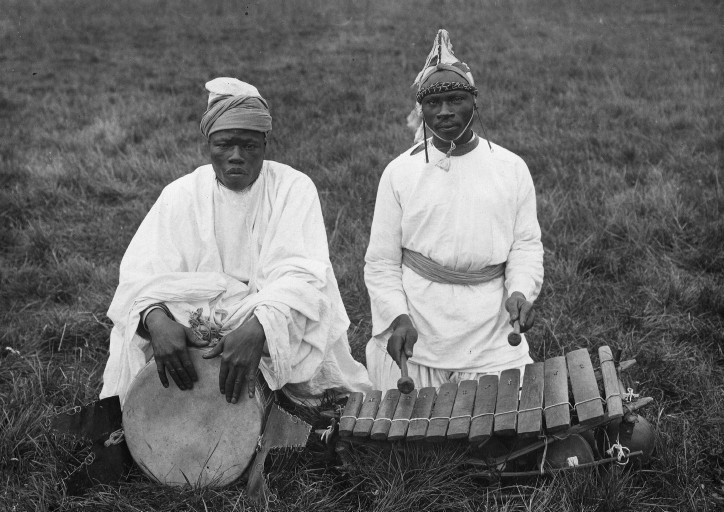
Sossos au balafon

Le royaume de Sosso (parfois écrit Soso) était, au XIIe siècle, un royaume d’Afrique de l'ouest, dans la région de Koulikoro (actuel Mali).

## Histoire

### Origine
Après la chute de l’empire du Ghana fondé à Koumbi-Saleh au sud de la Mauritanie, plusieurs États prennent progressivement leur indépendance. Les Sossos seraient à l'origine un clan d'esclaves du roi du Ghana, faisant partie de la lignée Kusa. Par leurs fonctions dans la bureaucratie royale et l'armée, ils auraient également servi comme gouverneurs de provinces. Un chef, nommé Soumaoro, aurait été le chef de ces esclaves et pris son indépendance au sein d'une province du nord de Bélédougou.
Une autre hypothèse sur les origines établit plutôt un lien avec la dynastie des Diarisso et un chef Sarakolé qui aurait fondé à Koulikoro le royaume de Sosso. Sa dynastie y règne jusqu'en 1180 avant d'être renversé par la dynastie Kanté. Cette version de l'historiographie est toutefois contestée car elle serait un amalgame hasardeux des traditions orales servant à combler les données lacunaires. La version lie plutôt la dynastie des Diarisso à la fondation du royaume de Diarra dans le Kaniaga. Aucune preuve ne lie la fondation du royaume de Sosso à la dynastie de Diara,. 
Le clan des Kanté, clan de forgerons hostiles à l’Islam, dirige le royaume de Sosso. Artisans métallurgistes, ils se montrent hostile aux incursions musulmanes. 

### Expansion territoriale
Soumaoro Kanté devient roi de Sosso vers 1200. La tradition orale de Sokolo et Goumbou indique que la dynastie Diarra dirige ce qu'il reste du Ghana et mentionne une guerre civile qui les affaiblit. Souamaoro saisit l'opportunité pour étendre son territoire. Heinrich Barth date cette conquête en 1203.
Il conquiert Diarra et Gajaaga et soumet les chefferies mandingues au sud, où se trouvent les importants gisements aurifères de Bure. Dialonkadugu devient également une province Soso. Outre la capitale Sosso, quatre grandes villes sont restées dans l'histoire orale : Kukuba, Bantamba, Nyemi-Nyemi et Kambasiga. Kukuba est la forteresse personnelle de Soumaoro Kanté d'où il mène la guerre contre les chefferies mandingues au sud. Aujourd'hui connu sous le nom de Kourouba, le site, sur une falaise surplombant Bamako, abrite le palais présidentiel du Mali. Bantamba, le site de la « médecine de guerre » et de l'oracle du feu de Soumaoro, est peut-être la ville de Banamba. Nyemi-Nyemi peut faire référence à la ville de Niamina, près de l'important centre rituel de Niamanko où les jeunes forgerons étaient formés et initiés.
Soumaoro Kanté est perçu comme un roi cruel perçu dans la tradition orale comme oppresseur à l'égard du Mandé. De nombreux Soninkés quittent la région pour échapper à son règne, et les persécutions religieuses poussent les commerçants musulmans à abandonner Koumbi Saleh pour Djenné et Oualata. Il décapite les rois musulmans qui s'opposent à lui. 

### Bataille de Kirina
Au cours de la première moitié du XIIIe, une révolte prend place à la suite d'une longue occupation du mandé par les forces du Sosso puis de ses « interventions incessantes et intempestives » dans de nombreux niveaux de la société mandingue. Cela amène à une guerre totale entre les populations du Mandingue et le royaume de Sosso. Vaincu par Sundjata Keïta lors de la bataille de Kirina le 30 avril 1235, Soumangourou Kanté disparaît dans les montagnes de Koulikoro. Sundjata rase la capitale de Sosso. Le royaume de Sosso est alors intégré à l’empire du Mali.
D'après le chercheur mandingue Solomana Kante, c'est après cette bataille qu'un groupe de Sosso, qui parlaient la même langue que les Malinké, s'enfuirent de Sosso et prirent la direction de l'ouest pour s'installer à Jalon (futur Fouta Djalon) auprès des Jalonkés, à la fin du XIIIe siècle. C'est l'arrivée des Peuls au XVIe siècle avec l'islam qui les aurait repoussés encore plus vers l'ouest. Ce sont tous ces changements de régions et tous les brassages avec les autochtones des régions traversées pendant sept siècles qui les ont fait abandonner la plupart des mots de leur langue au profit du jalonké et des langues côtières de la Guinée maritime.

## Historiographie
L'historiographie du royaume de Sosso souffre d'un biais historiographique africain puisque l'essentiel des informations à son propos repose sur la tradition orale malinké retranscrite à partir du XIXe siècle. Ces informations ne peuvent pas être croisée ou confirmée par d'autres sources indépendantes. Le village de Sosso, lié à l'actuelle commune de Boron, se situe au cœur de l'ancien territoire du royaume de Sosso. Plusieurs villages environnants, dans la région de Bélédougou, fournissent également des éléments propres à la tradition orale.
La région n'est pas encore couverte par des fouilles archéologiques permettant d'appuyer l'un ou l'autre élément de la tradition orale, cependant le géographe Ibn Khaldoun évoque effectivement l'existence de ce royaume qui lui est présenté tardivement au XIVe siècle lors de son voyage au sein de l'empire du Mali.
L'historien colonial Maurice Delafosse affirme que Kemoko ou Diarra Kante, de la dynastie du royaume de Sosso, serait le père de Soumaoro Kante qui procède à la conquête du Kaniaga du royaume de Diarra. Ce récit est répété et développé par d’autres historiens depuis le début du XXe siècle. La remise en question de ce récit remonte à 1984 . Une hypothèse place le Sosso dans le Fouta-Djalon, mais la plupart des africanistes la réfutent,.